# Aïn Kermes
Ain Kermes là một đô thị thuộc tỉnh Tiaret, Algérie. Dân số thời điểm năm 2002 là 13.768 người.